# Beverly Mould
Pour les articles homonymes, voir Mould.
Beverly Mould (née le 13 mars 1962) est une joueuse de tennis sud-africaine, professionnelle dans la première moitié des années 1980.

## Palmarès

### Titre en simple dames
Aucun

### Finale en simple dames
Aucune

### Titres en double dames
| No | Date       | Nom et lieu du tournoi             | Catégorie  | Dotation  | Surface         | Partenaire       | Finalistes                         | Score         |          |
| -- | ---------- | ---------------------------------- | ---------- | --------- | --------------- | ---------------- | ---------------------------------- | ------------- | -------- |
| 1  | 23-11-1981 | South African Open Johannesburg    |            | NC        | Dur (ext.)      | Rene Uys         | Ilana Kloss Yvonne Vermaak         | 6-4, 1-6, 6-3 | Parcours |
| 2  | 17-05-1982 | German Open Berlin                 | Series 3   | 100 000 $ | Terre (ext.)    | Liz Gordon       | Bettina Bunge Claudia Kohde-Kilsch | 6-3, 6-4      | Parcours |
| 3  | 21-02-1983 | Ginny of Ridgewood Ridgewood       |            | 50 000 $  | Moquette (int.) | Elizabeth Sayers | Rosalyn Fairbank Susan Leo         | 7-6, 4-6, 7-5 | Parcours |
| 4  | 30-04-1984 | Triumph International Johannesburg | VS Tour C3 | 150 000 $ | Dur (int.)      | Rosalyn Fairbank | Sandy Collins Andrea Leand         | 6-1, 6-2      | Parcours |
| 5  | 06-08-1984 | US Open Clay Courts Indianapolis   |            | 200 000 $ | Terre (ext.)    | Paula Smith      | Elise Burgin Joanne Russell        | 6-2, 7-5      | Parcours |

### Finales en double dames
| No | Date       | Nom et lieu du tournoi                 | Catégorie   | Dotation  | Surface         | Vainqueures                        | Partenaire       | Score         |          |
| -- | ---------- | -------------------------------------- | ----------- | --------- | --------------- | ---------------------------------- | ---------------- | ------------- | -------- |
| 1  | 06-06-1983 | Edgbaston Cup Birmingham               |             | 100 000 $ | Gazon (ext.)    | Billie Jean King Sharon Walsh      | Elizabeth Sayers | 6-2, 6-4      | Parcours |
| 2  | 30-01-1984 | Ginny of Indianapolis Indianapolis     | VS Tour C1+ | 50 000 $  | Moquette (int.) | Cláudia Monteiro Yvonne Vermaak    | Elizabeth Sayers | 6-7, 6-4, 7-5 | Parcours |
| 3  | 23-04-1984 | South African Durban                   | VS Tour C1  | 50 000 $  | Dur (ext.)      | Anna Maria Fernández Peanut Louie  | Cláudia Monteiro | 7-5, 5-7, 6-1 | Parcours |
| 4  | 30-07-1984 | Virginia Slims of Newport Newport (RI) | VS Tour C3  | 150 000 $ | Gazon (ext.)    | Alycia Moulton Paula Smith         | Lea Antonoplis   | 7-5, 7-6      | Parcours |
| 5  | 09-09-1985 | Virginia Slims of Utah Salt Lake City  |             | 75 000 $  | Dur (ext.)      | Svetlana Cherneva Larisa Savchenko | Rosalyn Fairbank | 7-5, 6-2      | Parcours |
| 6  | 30-09-1985 | Maybelline Classic Fort Lauderdale     |             | 150 000 $ | Dur (ext.)      | Gigi Fernández Robin White         | Rosalyn Fairbank | 6-2, 7-5      | Parcours |

## Parcours en Grand Chelem

### En simple dames
| Année | Open d'Australie (janvier) | Open d'Australie (janvier) | Internationaux de France | Internationaux de France | Wimbledon       | Wimbledon      | US Open         | US Open        | Open d'Australie (décembre) | Open d'Australie (décembre) |
| ----- | -------------------------- | -------------------------- | ------------------------ | ------------------------ | --------------- | -------------- | --------------- | -------------- | --------------------------- | --------------------------- |
| 1982  | n/a                        | n/a                        | -                        | -                        | -               | -              | 1er tour (1/64) | Wendy Turnbull | -                           | -                           |
| 1983  | n/a                        | n/a                        | 3e tour (1/16)           | Andrea Jaeger            | 1er tour (1/64) | M. Navrátilová | -               | -              | -                           | -                           |
| 1984  | n/a                        | n/a                        | 1er tour (1/64)          | Paula Smith              | 2e tour (1/32)  | Julie Salmon   | 3e tour (1/16)  | Wendy Turnbull | 2e tour (1/16)              | Sophie Amiach               |
| 1985  | n/a                        | n/a                        | 1er tour (1/64)          | Andrea Holíková          | 1er tour (1/64) | Sara Gomer     | 1er tour (1/64) | Alycia Moulton | -                           | -                           |

À droite du résultat, l’ultime adversaire.

### En double dames
| Année | Open d'Australie (janvier) | Open d'Australie (janvier) | Internationaux de France    | Internationaux de France   | Wimbledon                    | Wimbledon                 | US Open                      | US Open                     | Open d'Australie (décembre) | Open d'Australie (décembre) |
| ----- | -------------------------- | -------------------------- | --------------------------- | -------------------------- | ---------------------------- | ------------------------- | ---------------------------- | --------------------------- | --------------------------- | --------------------------- |
| 1980  | n/a                        | n/a                        | -                           | -                          | 2e tour (1/16) Rene Uys      | Pam Shriver Betty Stöve   | -                            | -                           | -                           | -                           |
| 1982  | n/a                        | n/a                        | 1er tour (1/32) Liz Gordon  | Iva Budařová M. Skuherská  | 2e tour (1/16) Liz Gordon    | Kathy Jordan Anne Smith   | 3e tour (1/8) S. McInerney   | Bettina Bunge Kohde-Kilsch  | 1er tour (1/16) J. Mundel   | Rosie Casals W. Turnbull    |
| 1983  | n/a                        | n/a                        | 2e tour (1/16) E. Sayers    | I. Madruga C. Tanvier      | 1er tour (1/32) E. Sayers    | Andrea Leand M. L. Piatek | -                            | -                           | -                           | -                           |
| 1984  | n/a                        | n/a                        | 1er tour (1/32) Henricksson | B. Jordan E. Sayers        | 2e tour (1/16) L. Antonoplis | S. Cherneva L. Savchenko  | 2e tour (1/16) L. Antonoplis | R. Fairbank C. Reynolds     | 1er tour (1/16) E. Smylie   | Henricksson Robin White     |
| 1985  | n/a                        | n/a                        | 3e tour (1/8) Paula Smith   | Kohde-Kilsch Helena Suková | 3e tour (1/8) Paula Smith    | B. Potter Sharon Walsh    | 2e tour (1/16) Pam Whytcross | Zina Garrison Kathy Rinaldi | -                           | -                           |

Sous le résultat, la partenaire ; à droite, l’ultime équipe adverse.

### En double mixte
| Année | Open d'Australie (janvier), | Open d'Australie (janvier), | Internationaux de France     | Internationaux de France | Wimbledon                    | Wimbledon                  | US Open | US Open | Open d'Australie (décembre), | Open d'Australie (décembre), |
| 1984  | n/a                         | n/a                         | 1er tour (1/32) van Rensburg | C. Tanvier D. Bedel      | 1er tour (1/32) van Rensburg | Amanda Brown Chris Bradnam | -       | -       | n/a                          | n/a                          |

Sous le résultat, le partenaire ; à droite, l’ultime équipe adverse.

## Classements WTA

### Classements en simple en fin de saison
| Année | 1983 | 1984 |
| Rang  | 77   | 46   |

Source : (en) « Classements de Beverly Mould », sur le site officiel du WTA Tour